# Chapelle des Pénitents violets d'Avignon
La chapelle des Pénitents violets est une ancienne chapelle catholique, aujourd'hui désaffectée, située à Avignon, en France. Elle sert de salle de spectacle.

## Localisation
La chapelle est située place du Grand-Paradis, dans la commune d'Avignon, dans le département français de Vaucluse.

## Historique
La chapelle date du XVIIIe siècle.
Les façades de l'édifice sont inscrites au titre des monuments historiques en 1966.
Le lieu est utilisé, de nos jours comme salle de spectacles durant le festival d'Avignon.